# Hòn vọng phu (trường ca)
"Hòn vọng phu" là trường ca trứ danh trong âm nhạc Việt Nam, do nhạc sĩ Lê Thương sáng tác từ năm 1943 đến 1947, xuất bản lần đầu từ năm 1946 đến năm 1949. Đây là một trong những bản trường ca đầu tiên của nền tân nhạc Việt Nam, đã khiến giới âm nhạc và công chúng yêu nhạc mãi nhớ đến nhạc sĩ Lê Thương trong kho tàng ca khúc Việt Nam.

## Hoàn cảnh sáng tác
Nhạc sĩ Lê Thương đã dành thời gian nghiền ngẫm đề tài "chinh phụ" (nghĩa là vợ của người đi chinh chiến) từ lâu trước khi bắt tay sáng tác. Ông đọc thuộc thi phẩm "Chinh phụ ngâm" cả nguyên tác chữ Hán của Đặng Trần Côn và bản dịch chữ Nôm của Đoàn Thị Điểm. Tiếp theo, ông đã bắt gặp nhiều hình tượng người chinh phụ ngoài đời thực. Sự tích nàng Tô Thị bồng con chờ chồng đến hóa đá ở miền Bắc Việt Nam; hay người chinh phụ trên núi Đá Bia ở phía đông đèo Cả, ranh giới tỉnh Phú Yên và Khánh Hòa; thậm chí là cả "Vọng phu thạch" ở Trung Quốc khi ông vượt qua biên giới Việt–Trung. Những hình tượng này khiến Lê Thương chiêm nghiệm rằng, dù ở phương trời nào thì chiến tranh cũng gây nên cơn đau đè nặng lên người phụ nữ, từ đó khiến nhạc sĩ viết trường ca "Hòn vọng phu" trong nỗi xúc động sâu sắc. Ba phiên khúc được ông viết từ năm 1943 đến 1947 với phần 1 ra đời tại tỉnh Bến Tre, Nam Kỳ. Nhạc sĩ Lê Thương cho biết: "Việc sáng tác ba bản Hòn vọng phu xuất phát từ những bước luân lạc kéo dài tại xứ dừa Bến Tre. Những rung cảm êm đềm lẫn ghê rợn, tuyệt vọng, đã giúp cho chàng nhạc sĩ giang hồ gốc Thăng Long là tôi chắp nối dần các tình tiết thành một truyện ca".

## Nội dung
"Hòn vọng phu" nguyên là tên một truyện cổ tích buồn nổi tiếng trong văn học dân gian Việt Nam, có nhiều dị bản, một trong số đó có nội dung tóm tắt:
Hai anh em ruột gặp nạn và ly biệt nhau, khi lớn tái ngộ nhưng không nhận ra đấy là anh em. Họ yêu nhau, cưới nhau làm vợ chồng rồi sinh ra một đứa con. Một hôm, khi đang gội đầu, người vợ đã vô tình để lộ ra một vết sẹo to. Người chồng nhìn thấy vết sẹo trên đầu người vợ, nhận ra đó là em gái mình. Quá đau đớn, người chồng từ biệt vợ ra đi. Người vợ thì không biết chuyện đó, cứ ngỡ chồng đi vài ngày rồi sẽ về, nhưng chờ mãi vẫn không thấy. Vài tháng, vài năm qua đi, bà vẫn mòn mỏi ôm con đứng đợi trên đỉnh núi. Cho đến rất lâu sau, dân chúng thấy nơi đó một hòn đá hướng phương trời xa thẳm, chính là người vợ bồng con đã hóa đá vì chờ chồng. Bà có tên là Tô Thị.
 Dân gian lưu truyền ca dao: "Đồng Đăng có phố Kỳ Lừa, có nàng Tô Thị, có chùa Tam Thanh". Thắng cảnh đá Vọng Phu tại thành phố Lạng Sơn, tỉnh Lạng Sơn ở Đông Bắc Bộ Việt Nam, bị đổ sụp vào năm 1991 và được người ta phục dựng lại.
Tuy nhiên, "hòn vọng phu" trong trường ca của Lê Thương lại có nội dung khác biệt. Cũng với câu chuyện về người vợ chờ chồng đến hóa đá, Lê Thương đã xây dựng nên câu chuyện mang tính biểu cảm hơn, kể về mối tình chia cắt của người chồng và người vợ do binh lửa loạn lạc, để rồi khi người chồng hồi hương thì đã quá muộn. Kết cấu tác phẩm gồm ba phần:
- "Hòn vọng phu 1: Đoàn người ra đi" (sáng tác năm 1943,[2] NXB Hương Mộc Lan xuất bản lần đầu vào năm 1946)
- "Hòn vọng phu 2: Ai xuôi vạn lý" (sáng tác năm 1946,[2] NXB Hương Nam xuất bản vào tháng 10 năm 1946)
- "Hòn vọng phu 3: Người chinh phu về" (sáng tác năm 1947,[2] NXB Dân tộc xuất bản lần đầu vào năm 1949)

Ở "Hòn vọng phu 1: Đoàn người ra đi", người chồng theo lệnh vua tòng quân với lời hẹn ước chỉ một thời gian sẽ trở về. Hai vợ chồng, "người đi ngoài vạn lý quan san, người đứng chờ trong bóng cô đơn." Sang "Hòn vọng phu 2: Ai xuôi vạn lý", thời gian cứ bằng bẵng trôi. Người vợ chờ đợi mãi vẫn không thấy chồng trở về. Chiều nào nàng cũng bồng con ra ngóng tin chồng; vết chân nàng đi dần hằn sâu trên phiến đá. Cỏ cây, hoa lá, sông núi, nước non,... cả đất trời đều thương cảm cho nàng, đều giúp nàng ngóng tìm chồng, "xem chàng về hay chưa". Ngóng trông mãi đến lúc tất cả đều khuyên nàng đừng chờ đợi nữa, hãy "trở về chớ đừng để xuân tàn". Thế nhưng, nàng vẫn chờ, chờ mãi nơi ấy. Nước mưa, bụi thời gian tuôn xối xả lên nàng, "thấm vào đến tận tâm hồn đứa con". Ngày tháng dần trôi, nàng và con dần hóa đá vì chờ chồng. Cuối cùng, ở "Hòn vọng phu 3: Người chinh phu về", người chồng sau khi vượt qua biết bao gian khổ, hiểm nguy thì đã giữ được lời hứa trở về với nàng nhưng đã quá muộn. Nàng đã không còn để gặp chồng, chỉ còn "vết bước đi trên phiến đá mòn còn in dấu" và nỗi tiếc thương lưu truyền mãi đến muôn đời sau.
Trường ca "Hòn vọng phu" được viết theo âm gia Rê thứ, đã thể hiện sự kết hợp khéo léo, hơp lý giữa thang âm nguyên của phương Tây và âm giai ngũ cung của châu Á nói chung và Việt Nam nói riêng, thể hiện một sự tìm tòi kết hợp âm hưởng dân gian - dân tộc với cách tạo cấu trúc, phát triển tư duy âm nhạc phổ biến trong âm nhạc bác học của châu Âu. Bản thân nhạc sĩ Văn Cao thừa nhận ông chịu ảnh hưởng của Lê Thương khi học tập và kế thừa nền âm nhạc cổ truyền Việt Nam.

## Biểu diễn
Trường ca "Hòn vọng phu" được biểu diễn toàn bài hoặc một phần trong các băng đĩa của rất nhiều ca sĩ. Trước năm 1975, ca sĩ Sơn Ca trình bày cả ba phần của trường ca "Hòn vọng phu" trong chương trình Sơn Ca 8 của hãng dĩa hát Sơn Ca; Thái Thanh và Nhật Trường trong băng Nhật Trường 5 - Những chuyện tình xưa và nay (băng còn có tựa là Tiếng hát đôi mươi 1). Sau năm 1975, ca sĩ Hoàng Oanh có album Hoàng Oanh 005 - Hòn vọng phu - Truyện ca cổ tích Việt Nam (1991); Chế Linh có Thanh Lan CD 059 - Hòn vọng phu (1991); Duy Khánh có Phượng Hoàng 41 - Hòn vọng phu (1993); Ánh Tuyết có Tiếng hát Ánh Tuyết 4 - Thằng cuội - Tác phẩm Lê Thương (Trung tâm Băng Nhạc Trẻ),...
Về video có băng VHS Mưa bụi 3 (Hãng phim Trẻ và Kim Lợi Studio, 1994) với giọng ca Đình Văn và Tài Linh, Asia 34 - ASIA 20th Anniversary Celebration (Trung tâm Asia, 2001), Paris By Night 81 - Âm nhạc không biên giới 2 (Trung tâm Thúy Nga, 2006), Paris By Night 90 - Chân dung người phụ nữ Việt Nam (Thúy Nga, 2007), Paris By Night 122 - Duyên phận (Thúy Nga, 2017),...